# Rogelio Domínguez
Rogelio Antonio Domínguez López (9. března 1931 – 23. července 2004) byl argentinský fotbalový brankář, který hrál za Real Madrid a podílel se na jeho vítězství v evropských pohárech v letech 1959 a 1960. Byl také součástí argentinského týmu na Mistrovství světa ve fotbale 1962.

## Život
Domínguez byl objeven během zápasu spoluzakladatelem slavného klubu River Plate, Carlosem Peucellem, který jej v březnu 1946 přesvědčil, aby začal trénovat v River Plate. Bylo mu sedmnáct let, když ho objevili delegáti Racingu a okamžitě podepsal smlouvu.
V roce 1957 podepsal Domínguez smlouvu s Realem Madrid. Po několika úspěšných sezónách v klubu se vrátil do Jižní Ameriky, kde hrál za River Plate a Vélez Sarsfield v Argentině, poté CA Cerro, Nacional v Uruguayi a Flamengo v Brazílii.

## Reprezentační kariéra
V roce 1951 vyhrál Panamerický šampionát s argentinskou fotbalovou reprezentací, za kterou hrál 12 let, od roku 1951 do roku 1963. Byl zvolen nejlepším americkým brankářem ve dvou po sobě jdoucích sezónách, v letech 1956 a 1957, a byl součástí týmu, který v roce 1957 získal titul Copa América.

## Po konci kariéry
Kariéru ukončil v roce 1970 ve čtyřiceti letech. V roce 1971 se stal manažerem San Lorenza, argentinského národního mistra, dále trénoval Chacarita Juniors (1972), Boca Juniors (1973–1975) a mnoha dalších klubů včetně Gimnasia de La Plata, Club Atlético Tucumán, Loma, Quilmes a Racing Club.
Domínguez zemřel na infarkt 23. července 2004 v nemocnici Penna ve čtvrti Flores v Buenos Aires.